# Hôtel de préfecture de l'Ardèche
L'hôtel de préfecture de l'Ardèche est un bâtiment situé à Privas, en France. Il sert de préfecture au département de l'Ardèche.

## Localisation
L'édifice est situé dans le département français de l'Ardèche, sur la commune de Privas.